# Xylogenes granulicauda
Xylogenes granulicauda is een keversoort uit de familie boorkevers (Bostrichidae). De wetenschappelijke naam van de soort is voor het eerst geldig gepubliceerd in 1941 door Lesne.